# Austroarcturus dayi
Austroarcturus dayi là một loài chân đều trong họ Holidoteidae. Loài này được Kensley miêu tả khoa học năm 1977.